# Franz Xaver Gabelsberger

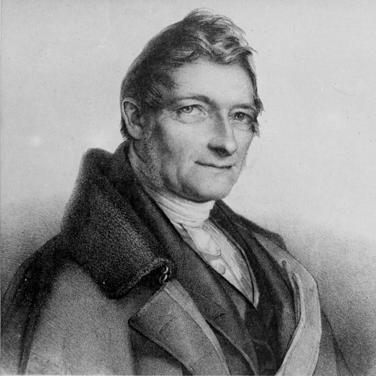
Franz Xaver Gabelsberger

Franz Xaver Gabelsberger (* 9. Februar 1789 in München; † 4. Januar 1849 ebenda) war ein deutscher Stenograf. Mit der Gabelsberger-Kurzschrift war er der Erfinder eines kursiven (grafischen) Kurzschriftsystems und damit eines Vorläufers der heute gebräuchlichen Deutschen Einheitskurzschrift (DEK).

## Leben

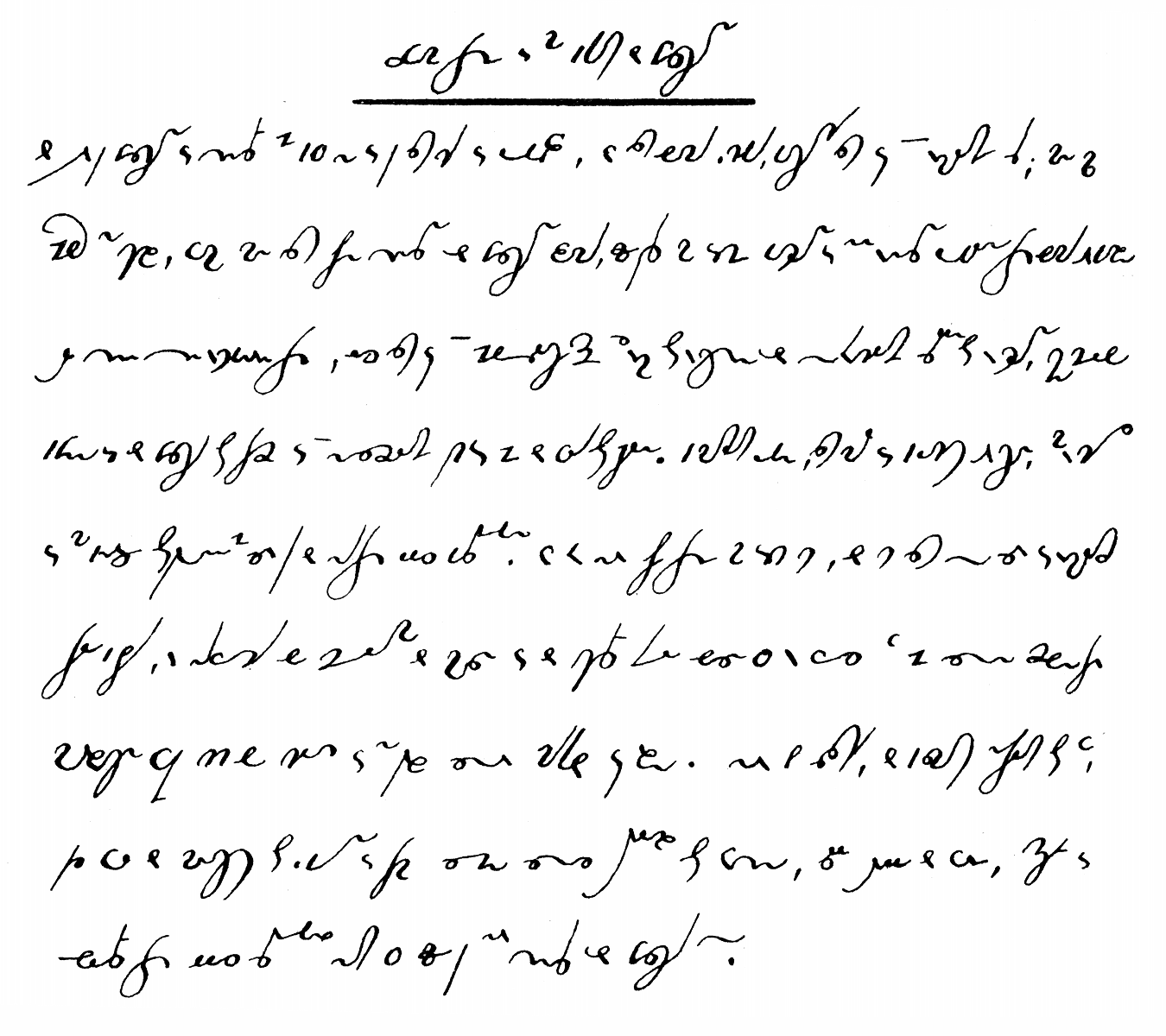
Autograph Franz-Xaver Gabelsbergers: „Von dem Zwecke und dem Gebrauch der Wissenschaften“

Franz Xaver Gabelsberger war der Sohn eines Blasinstrumenten-Herstellers aus München. Sein Großvater väterlicherseits stammte aus Mainburg.
Nach dem frühen Tod des Vaters kam er in die Klosterschule Ottobeuren und schloss seine Studien 1807 am Alten Gymnasium in München ab. Ein Studium konnte er nicht aufnehmen, da es an den erforderlichen Geldmitteln fehlte und er zudem gesundheitlich beeinträchtigt war. Aus diesem Grund ging er in den bayerischen Staatsdienst und wurde mit 21 Jahren Kanzlist. Gabelsbergers Vorgesetzten waren dessen ausgesprochen schöne Handschrift und seine Fertigkeiten in der Kalligrafie und Lithografie aufgefallen. Gabelsberger bemerkte bald, dass es an einem Schriftsystem mangelte, mit dem man schnell schreiben und sich damit die Arbeit erleichtern konnte.
Im Alter von 28 Jahren begann er, sein System zu entwickeln. Durch die Einrichtung von Parlamenten in den süddeutschen Monarchien, genauer seit der bayerischen Verfassungsreform vom 26. Mai 1818, wurde eine Kurzschrift notwendig. England und Frankreich hatten bereits länger weitverbreitete Kurzschrift-Systeme, die sich jedoch für die mitlautreiche deutsche Sprache als untauglich erwiesen. Das System von Gabelsberger setzte sich in diesem Bereich und in der Folge auch in den Verwaltungen rasch durch. Es wurde neben dem geometrischen Kurzschriftsystem Horstig/Heim auch während der Frankfurter Nationalversammlung 1848/49 eingesetzt. Gabelsberger wurde der erste Parlamentsstenograf des Bayerischen Landtags. Sein System wurde auch in den meisten anderen Parlamenten eingeführt, wo man es neben anderen Systemen, z. B. dem Einigungssystem Stolze-Schrey, bis weit ins 20. Jahrhundert hinein anwandte, bis es von der Deutschen Einheitskurzschrift abgelöst wurde.
Gabelsberger, inzwischen zum Ministerialsekretär aufgestiegen, bekam von der Akademie der Wissenschaften in München bescheinigt, dass sein System „durchaus originell und bei hinreichender Kürze geläufiger, zuverlässiger und lesbarer als jede frühere Kurzschrift anzusehen“ sei.
Die bayerische Abgeordnetenkammer gewährte Gabelsberger in der Folge jährlich tausend Gulden, von denen er die Hälfte für sich, die andere Hälfte zur Förderung seiner Stenoschüler zu verwenden hatte. Im Jahre 1834 veröffentlichte er sein Kurzschriftsystem. Er verbesserte es immer weiter, gab Unterrichtsmaterialien heraus und unterrichtete seine Schüler. Im Jahre 1840 entwarf er eine Abbreviaturschrift. 1843 folgte eine weitere Schrift. Das in der Werkliste verzeichnete Silbenlexikon ist in Bibliotheken nicht mehr auffindbar.
1849 traf ihn auf einer Straße in München ein Schlaganfall, an dessen Folgen er im Alter von 59 Jahren starb.

## Grabstätte

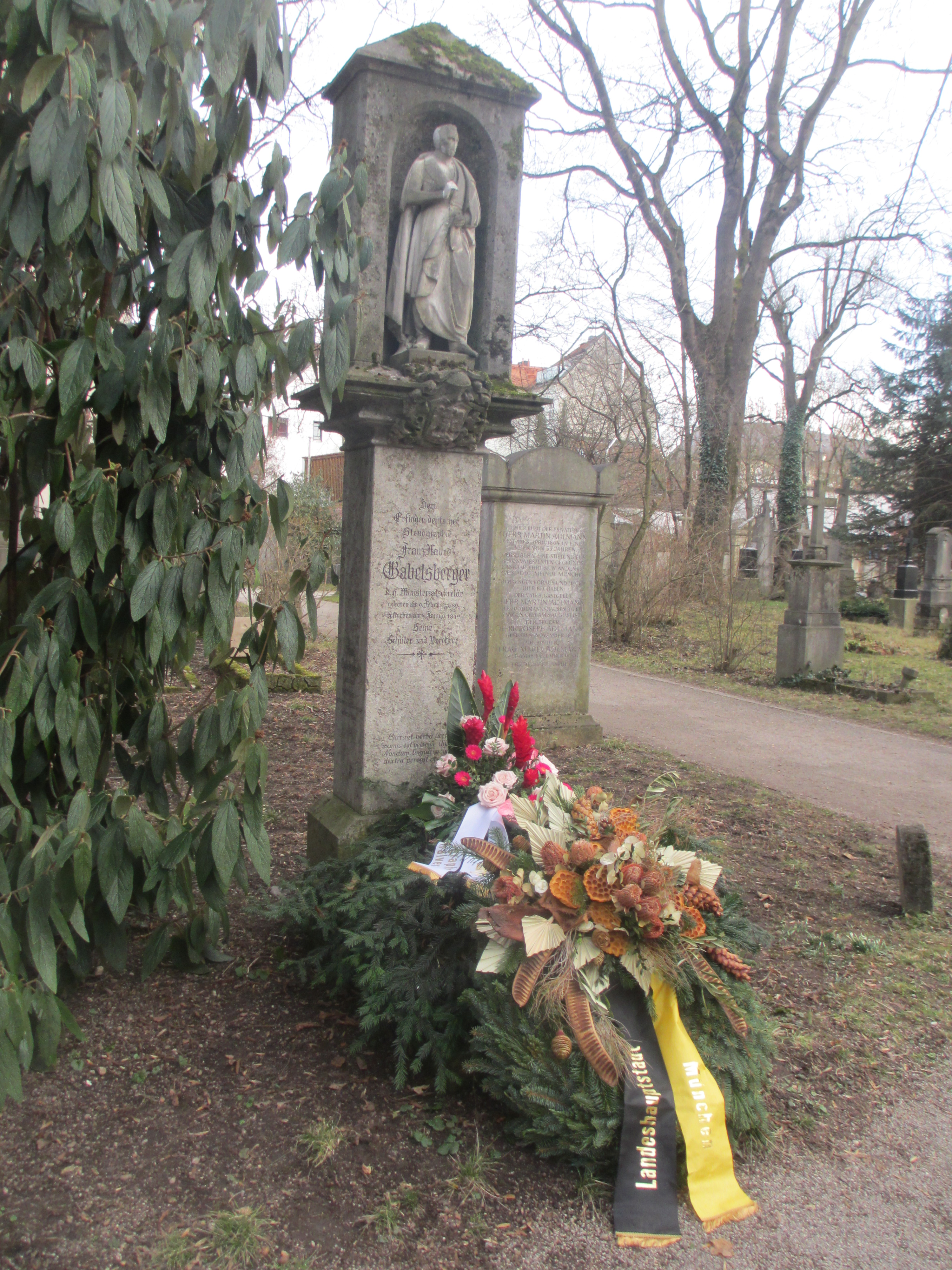
Grab von Franz Gabelsberger auf dem Alten Südlichen Friedhof in München mit Kranz zum 225. Geburtstag am 9. Februar 2014

Die Grabstätte von Franz Gabelsberger befindet sich auf dem Alten Südlichen Friedhof in München (Gräberfeld 7 – Reihe 10 – Platz 54) Standort. Auf dem Grabstein Gabelsbergers liest man das ehrende Distichon in lateinischer Sprache:
"Currant verba licet, manus est velocior illis.
Nondum lingua suum, dextra peregit opus."
Übersetzung in Deutsch:
Haben es die Wörter auch eilig, die Hand ist schneller als sie.
Noch bevor die Zunge das ihrige, hat die Rechte ihr Werk vollbracht.

## Wirken
Gabelsbergers System wurde in den nachfolgenden Jahrzehnten von Anhängern seiner Schule mehrfach reformiert, so 1857 durch die „Dresdner Beschlüsse“, 1895 durch die „Wiener Beschlüsse“ und zuletzt 1902 durch die „Berliner Beschlüsse“. Hierzu gibt es eine umfangreiche Buch- und Zeitschriftenliteratur sowie eine dreistellige Anzahl von Lehrbüchern.
Seine Kurzschrift war das mit Abstand erfolgreichste Stenografiesystem in Deutschland und Österreich und wurde auf zahlreiche fremde Sprachen übertragen. Die Zahl der systemkundigen Stenografen wurde um die Jahrhundertwende auf etwa vier Millionen Bürger geschätzt. Die Anwender waren überwiegend männlich und gehörten zumeist der Mittel- oder Oberschicht an, dem Prinzip Gabelsbergers folgend, dass die Kurzschrift Schrift aller Gebildeten sein solle. Auch heute noch tauchen häufig Manuskripte von Wissenschaftlern aus der damaligen Zeit auf, die in Gabelsbergerscher Kurzschrift aufgezeichnet wurden und zum Teil noch ihrer Übertragung harren. Der Einsatz der Stenografie im Bürobereich erfolgte erst später.
Die Gabelsbergersche Kurzschrift wurde zur Grundlage für die meisten der heute genutzten kursiven Stenografiesysteme sowohl im deutschsprachigen Raum als auch in weiten Teilen Ost- und Nordeuropas.

## Familie

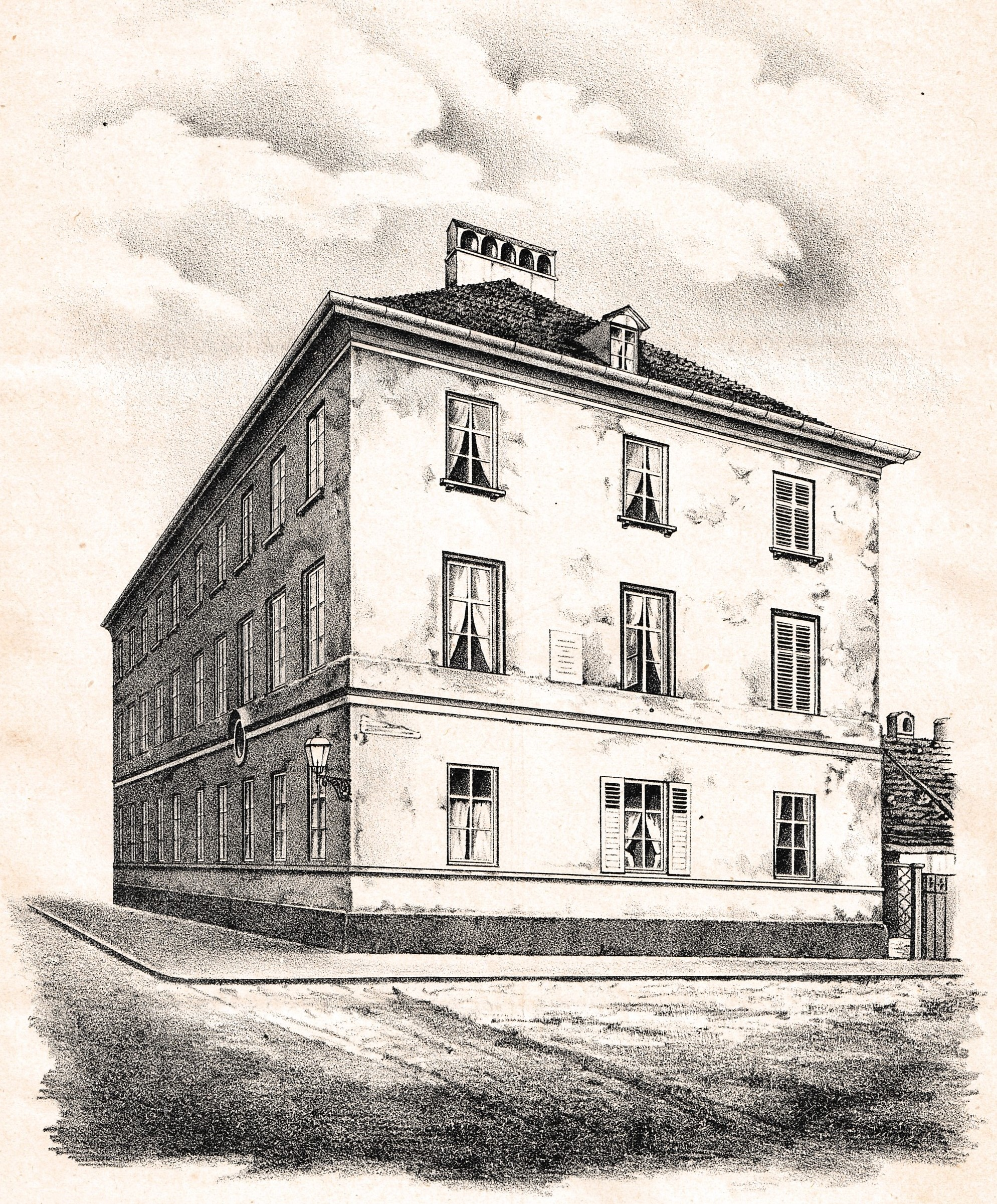
Das Wohnhaus der Familie Gabelsberger in München (Gabelsbergerstraße)

Verheiratet war Gabelsberger mit Franziska (Fanny), geborene von Schweller; die Trauung fand am 20. Juni 1816 statt. Aus dieser Ehe gingen Sohn Georg (1817–1840) und Tochter Mathilde (1824–1900) hervor. Georg Gabelsberger starb mit 23 Jahren an Tuberkulose. Mathilde Gabelsberger heiratete den Oberleutnant Kurt Westermayer, geb. am 1. Juni 1814 in Neumarkt. Er war der erste Militärstenograph in Deutschland.
Nach Franz Xaver Gabelsbergers Tod hatte seine Frau mit großen Entbehrungen zu leben. Erst ab 1859 erhielt sie eine Unterstützung aus dem Königshaus. Außerdem bewilligte ihr das Kgl. Sächsische Staatsministerium des Innern in Anerkennung der großen Verdienste Gabelsbergers um die deutsche Stenographie vom Jahre 1865 an eine jährliche Ehrengabe von 100 Gulden. Ferner hatte Buchhändler Georg Franz in München von jeder Auflage der Preisschrift und von jedem neuen Abdruck einer Auflage ein bestimmtes Honorar an sie zu bezahlen. Nach dem Tod ihres Mannes zog sie von der Gabelsbergerstraße für einige Jahre in eine Wohnung in die Barer Straße 11, bis sie dann um das Jahr 1865 zu ihrem Schwiegersohn und ihrer Tochter, der Familie Westermayer, nach Neumarkt in die Oberpfalz umzog. Franziska Gabelsberger starb nach einer Lungenentzündung am 20. November 1872. Ihr Leichnam wurde nach München gebracht und im gemeinschaftlichen Grabe des Gatten und Sohnes bestattet.

## Ehrungen

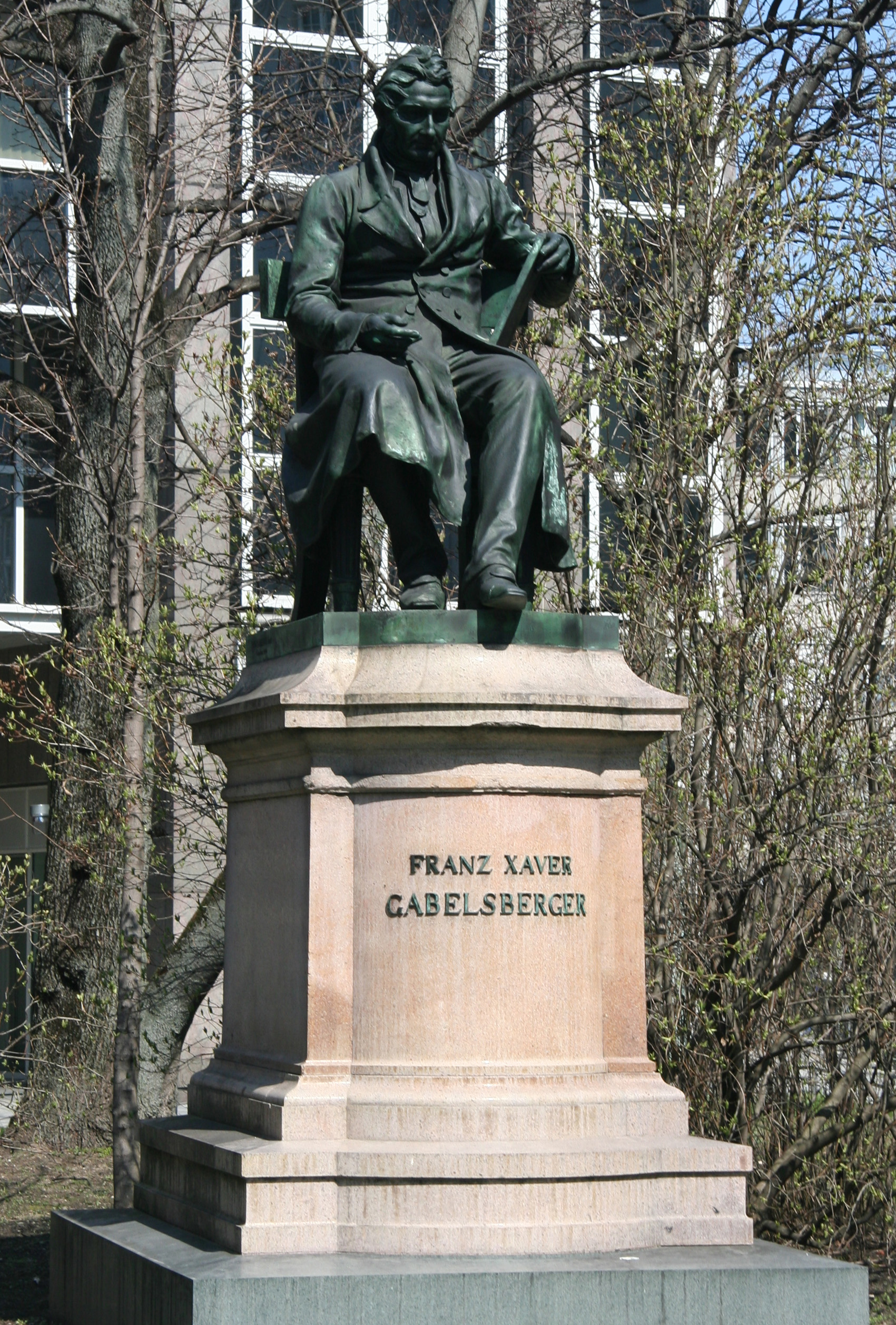
Denkmal für Franz Xaver Gabelsberger (München)

Gabelsberger zu Ehren gibt es Denkmale in München, Traunstein und Wien, neben dem Parlament am Schmerlingplatz. In Mainburg, wo die Familie Gabelsberger seit 1636 ansässig war, wurde das dortige Gymnasium nach ihm benannt. In Graz trägt eine städtische Volksschule seinen Namen.

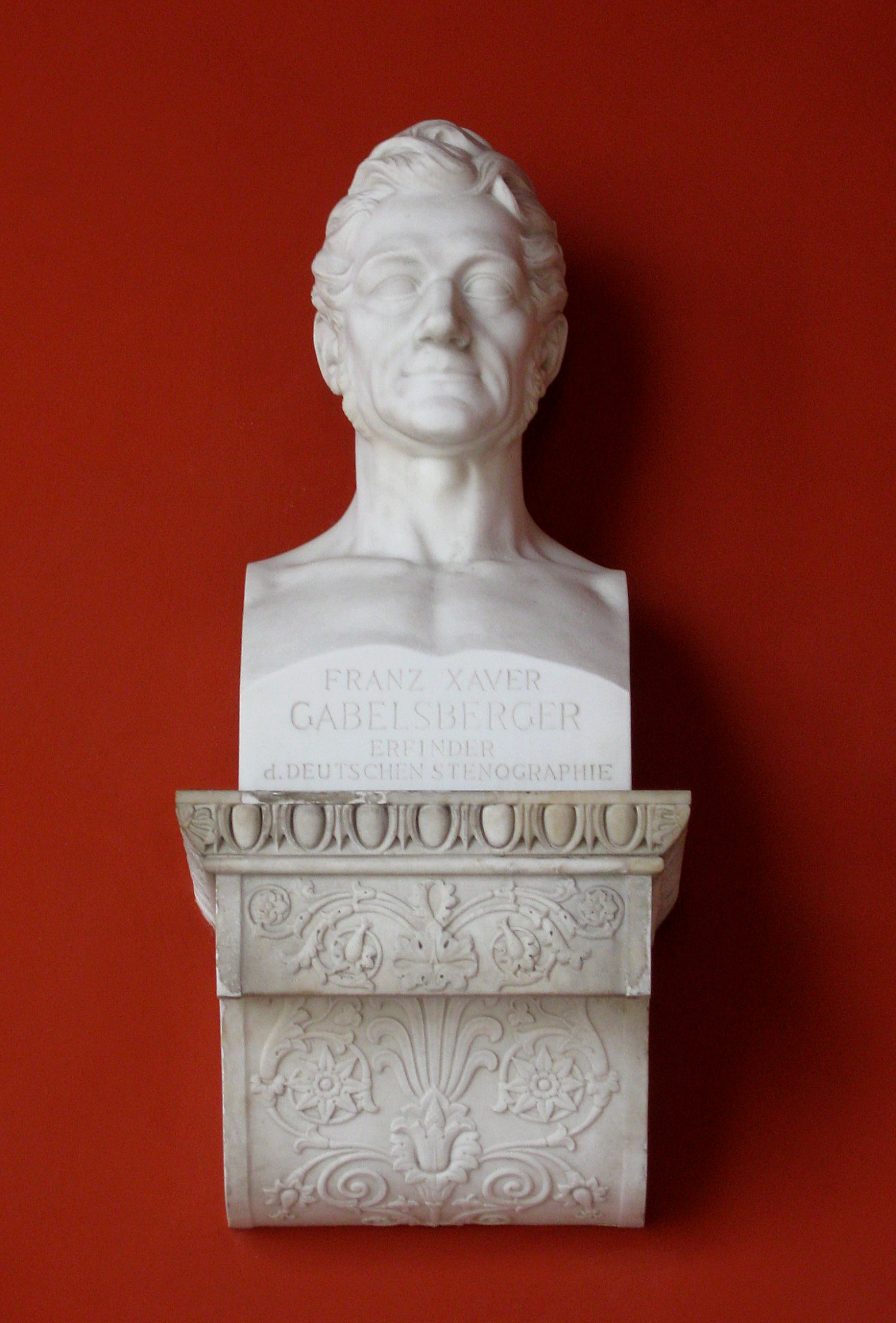
Gabelsbergers Büste in der Ruhmeshalle in München

In der Ruhmeshalle in München ist Gabelsberger mit einer Büste unter den bedeutenden Persönlichkeiten der bayerischen Geschichte vertreten.
Die Verdienstmedaille deutscher Stenographen-Vereine zeigt sein Porträt.

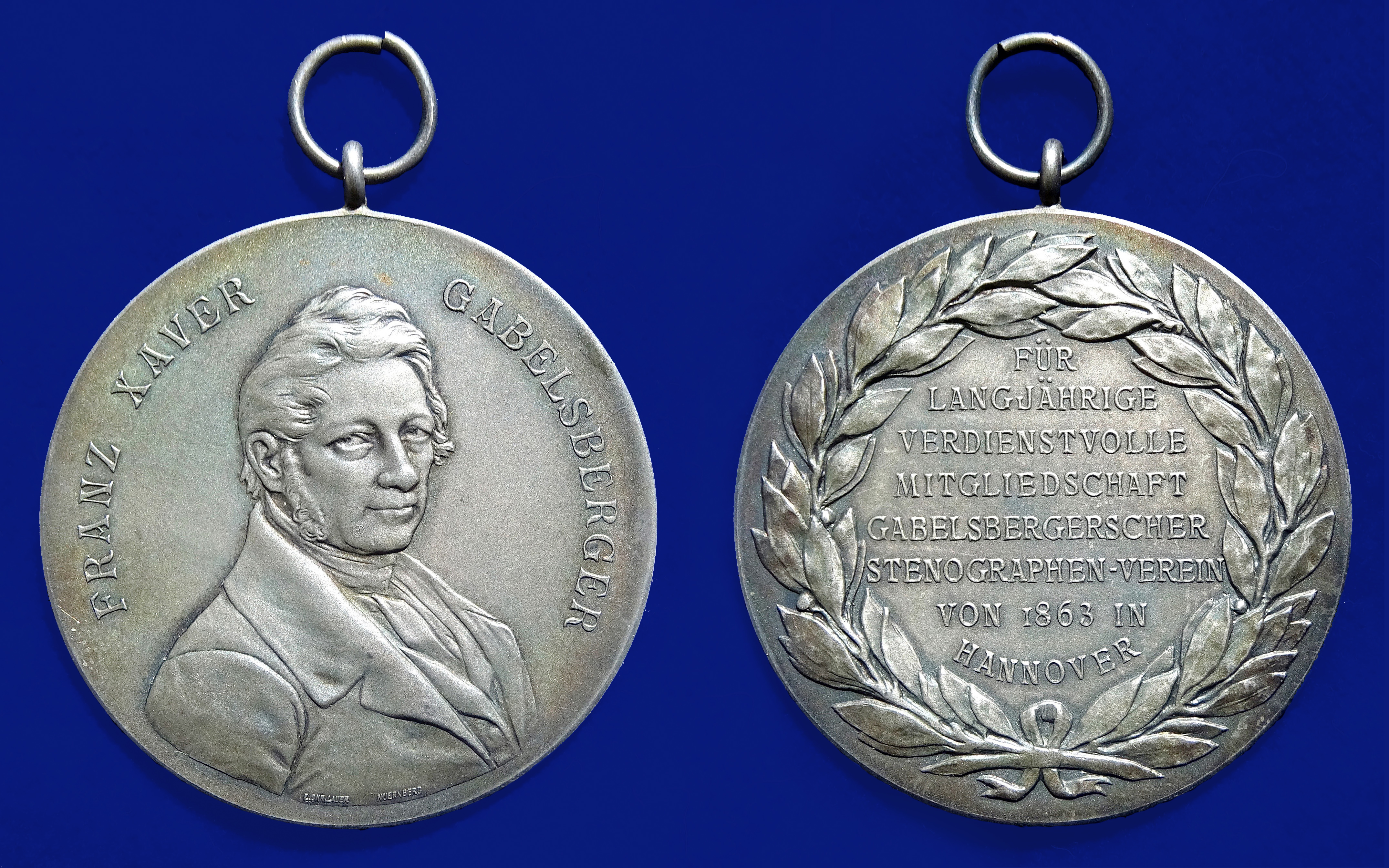
Gabelsberger auf der Verdienstmedaille des Stenographen-Vereins von 1863 in Hannover

## Namensgeber für Straßen
Nach Gabelsberger sind in mehr als 200 deutschen und österreichischen Städten Straßen benannt
.

## Werke
- Anleitung zur deutschen Rede-Zeichen-Kunst oder Stenographie. München 1834 (Digitalisat) (1831), 2. Aufl. 1850 (Digitalisat)
- Neue Vervollkommnungen in der deutschen Redezeichenkunst oder Stenographie von Fr. X. Gabelsberger. Mit Erläuterungen über das von ihm wieder aufgefundene Prinzip des Abbreviatur-Verfahrens in der römischen Stenographie, bekannt unter dem Namen: Tironische Noten. München 1843 (Digitalisat), 2. Aufl. München 1849 (Digitalisat)
- Aus Gabelsbergers Nachlaß. Ueber das Silbenlexikon. 1823. In: Münchner Blätter für Stenographie, 1880, S. 67–71 (Digitalisat)[14]